# Картопля (тістечко)

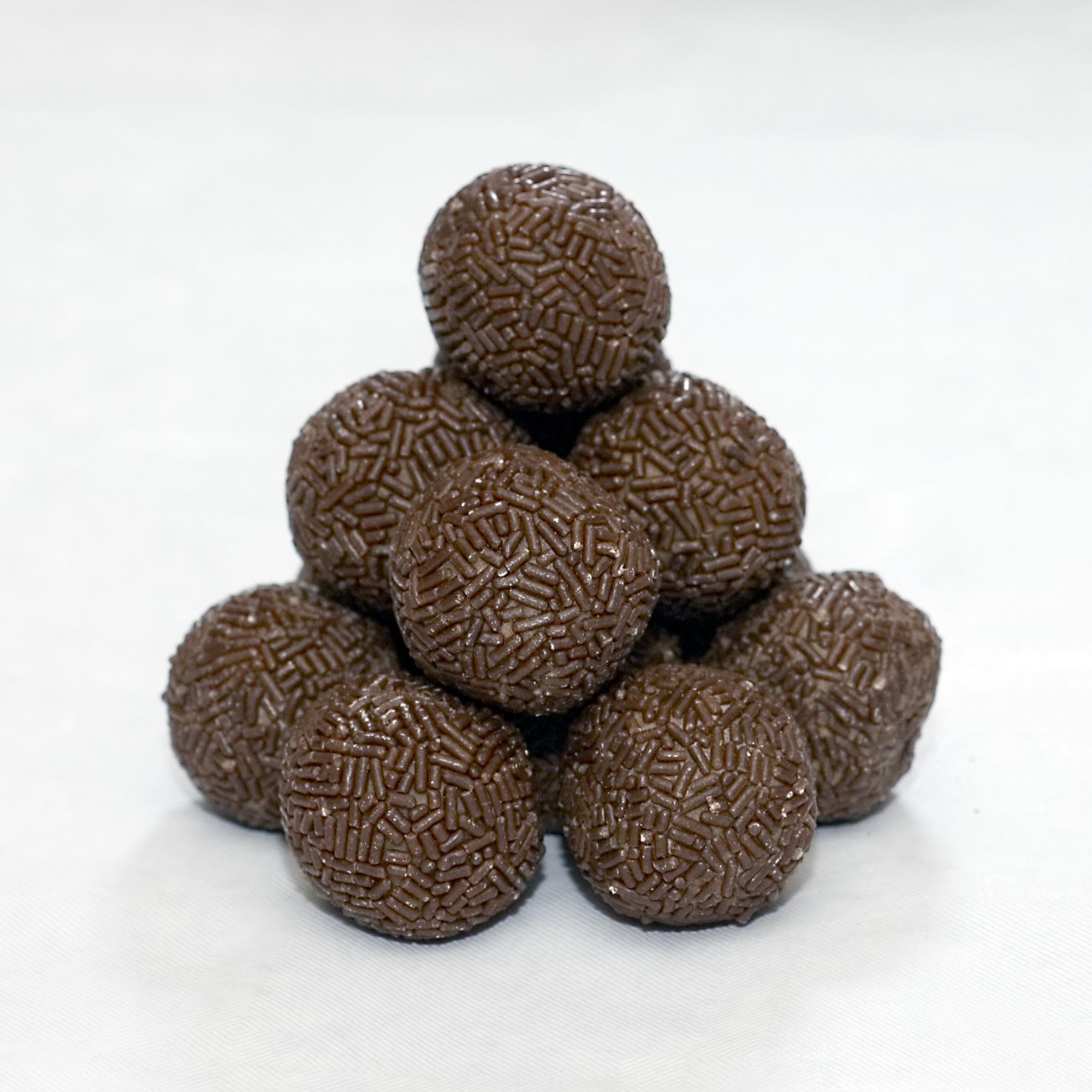

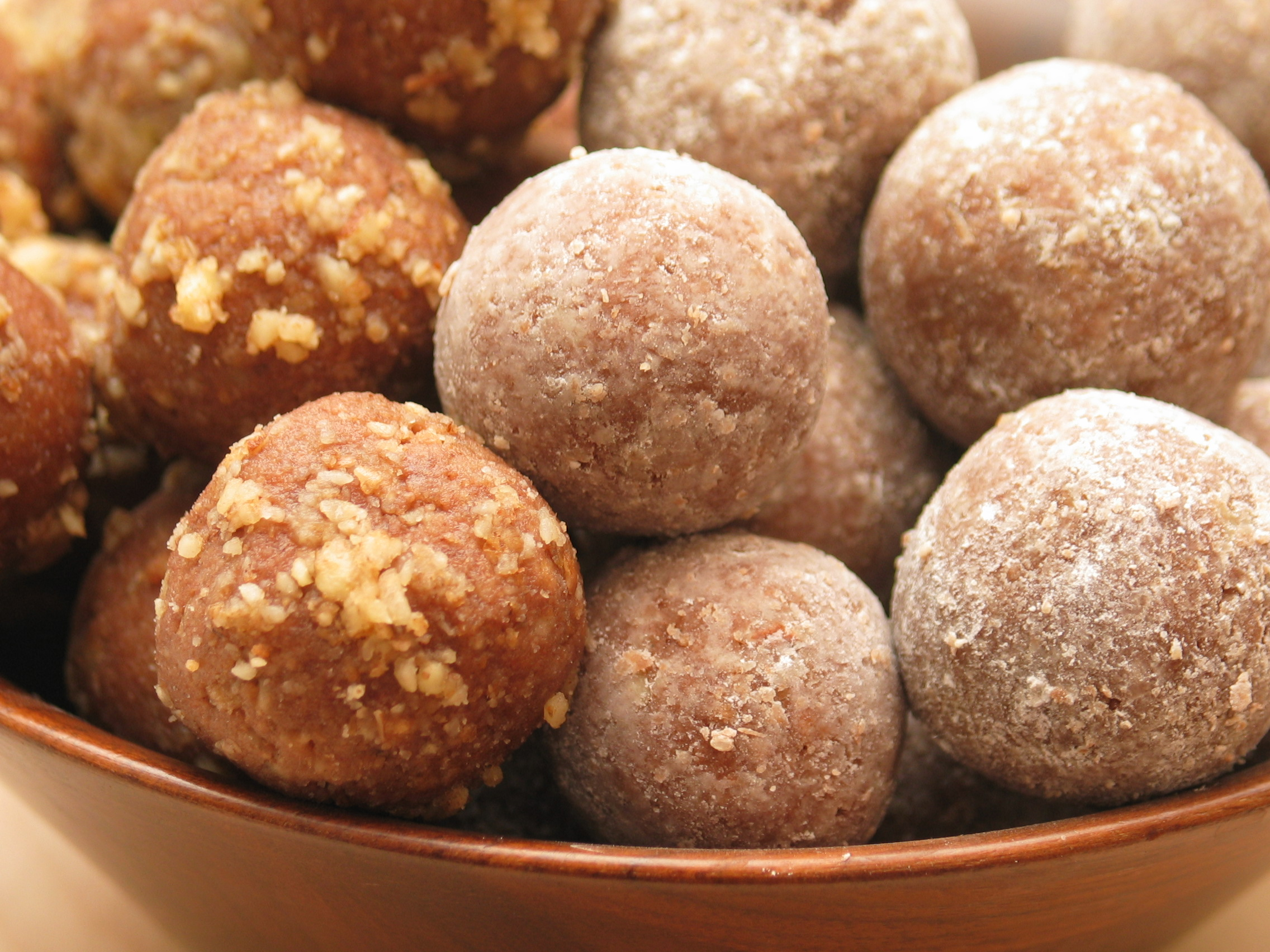

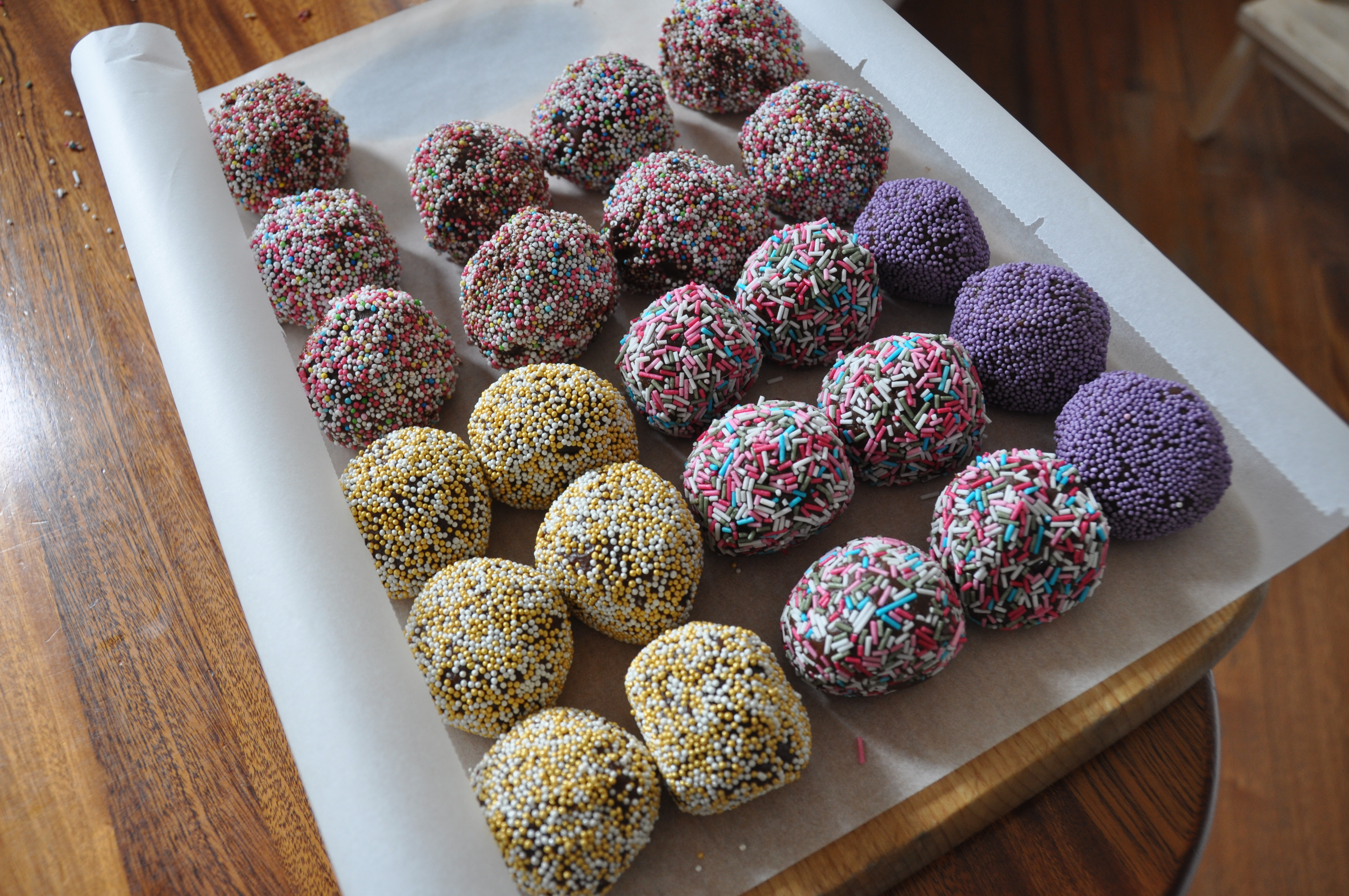

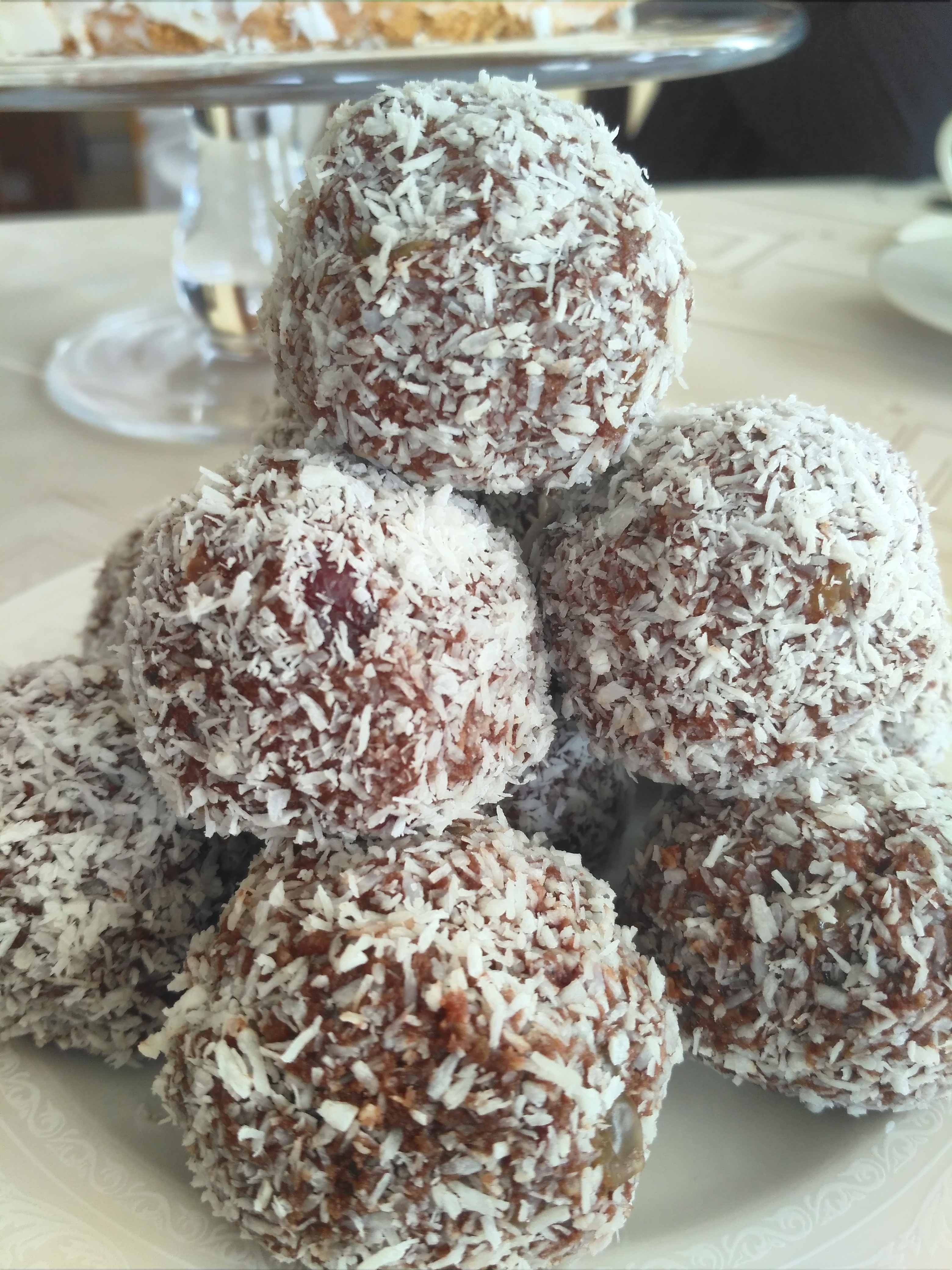

«Картопля» — різновид тістечка, як правило, темно-коричневого кольору. Виготовляється з тертого або рубаного охолодженого бісквіту, просоченого кремом та коньяком (або ромом), оброблене помадкою або сумішшю цукрової пудри і какао. Іноді в його склад також включаються тертий горіх, шматочки сухофруктів, невелика начинка.
Виготовляється у всіляких формах (наприклад: картопляної бульби, їжачка, шишки, яблука, зайця тощо). Для додавання тістечку завершеного образу використовують масляний крем.
При промисловому виробництві часто як основу цього виду тістечок використовують відходи виробництва і брак борошняних кондитерських виробів.
В європейській кухні зазвичай має щільне кольорове (зазвичай кокосове) обсипання і насичене ромове просочення і часто має трюфельний смак або малий вміст какао і більший вміст горіхів, джему тощо.